# Кшиж-Велькопольський (гміна)
Гміна Кшиж-Велькопольський (пол. Gmina Krzyż Wielkopolski) — місько-сільська гміна у північно-західній Польщі. Належить до Чарнковсько-Тшцянецького повіту Великопольського воєводства.
Станом на 31 грудня 2011 у гміні проживало 8809 осіб.

## Територія
Згідно з даними за 2007 рік площа гміни становила 174.56 км², у тому числі:
- орні землі: 33.00%
- ліси: 56.00%

Таким чином, площа гміни становить 9.65% площі повіту.

## Населення
Станом на 31 грудня 2011:
| Опис     | Загалом | Загалом | Чоловіки | Чоловіки | Жінки | Жінки |
| -------- | ------- | ------- | -------- | -------- | ----- | ----- |
| одиниця  | осіб    | %       | осіб     | %        | осіб  | %     |
| все      | 8809    | 100     | 4327     | 49.12    | 4482  | 50.88 |
| міське   | 6213    | 100     | 3013     | 48.50    | 3200  | 51.50 |
| сільське | 2596    | 100     | 1314     | 50.62    | 1282  | 49.38 |

## Сусідні гміни
Гміна Кшиж-Велькопольський межує з такими гмінами: Велень, Добеґнев, Дравсько, Дрезденко, Члопа.